# Linda Wong
Linda Wong Hing-ping (王馨平) (nacida el 15 de septiembre de 1968) es una cantante y actriz hongkonesa. Se hizo famosa en la década de los años 1990.
Una de sus canciones más conocidas y exitosas que la llevó a la fama es "Don't Ask Who I Am".
Su madre es la famosa actriz Jeanette Lam Chui, también conocida como Lam Chui, Jeanette Lin o Lin Tsui. Su tío es el reconocido actor Kenneth Tsang 曾 江.

## Discografía
Álbumes
- 打碎心瓶
- 王馨平